# Altolamprologus calvus
El Altolamprologus calvus es una especie de peces de la familia Cichlidae en el orden de los Perciformes.

## Morfología
Los machos pueden llegar alcanzar los 13,5 cm de longitud total.

## Distribución geográfica
Es especie endémica en el lago Tanganika (África Oriental). 